# Náklo
Náklo (niem. Nakel) – miejscowość i gmina (obec) w Czechach, w kraju ołomunieckim, w powiecie Ołomuniec. W 2022 roku liczyła 1504 mieszkańców.

## Części gminy
- Lhota nad Moravou
- Mezice
- Náklo[potrzebny przypis]